# Каратепе
Каратепе (в превод от турски: Черен хълм) е хълм в община Стрелча, област Пазарджик.

## География
Намира се в близост до село Смилец, на около 20 км северно от Пазарджик. Хълмът е с максимална височина над 600 метра.

## История
Образувал се е поради голямата вулканична активност в района преди милиони години. На хълма е имало тракийска крепост, наричана днес Градището.